# Goshka Macuga

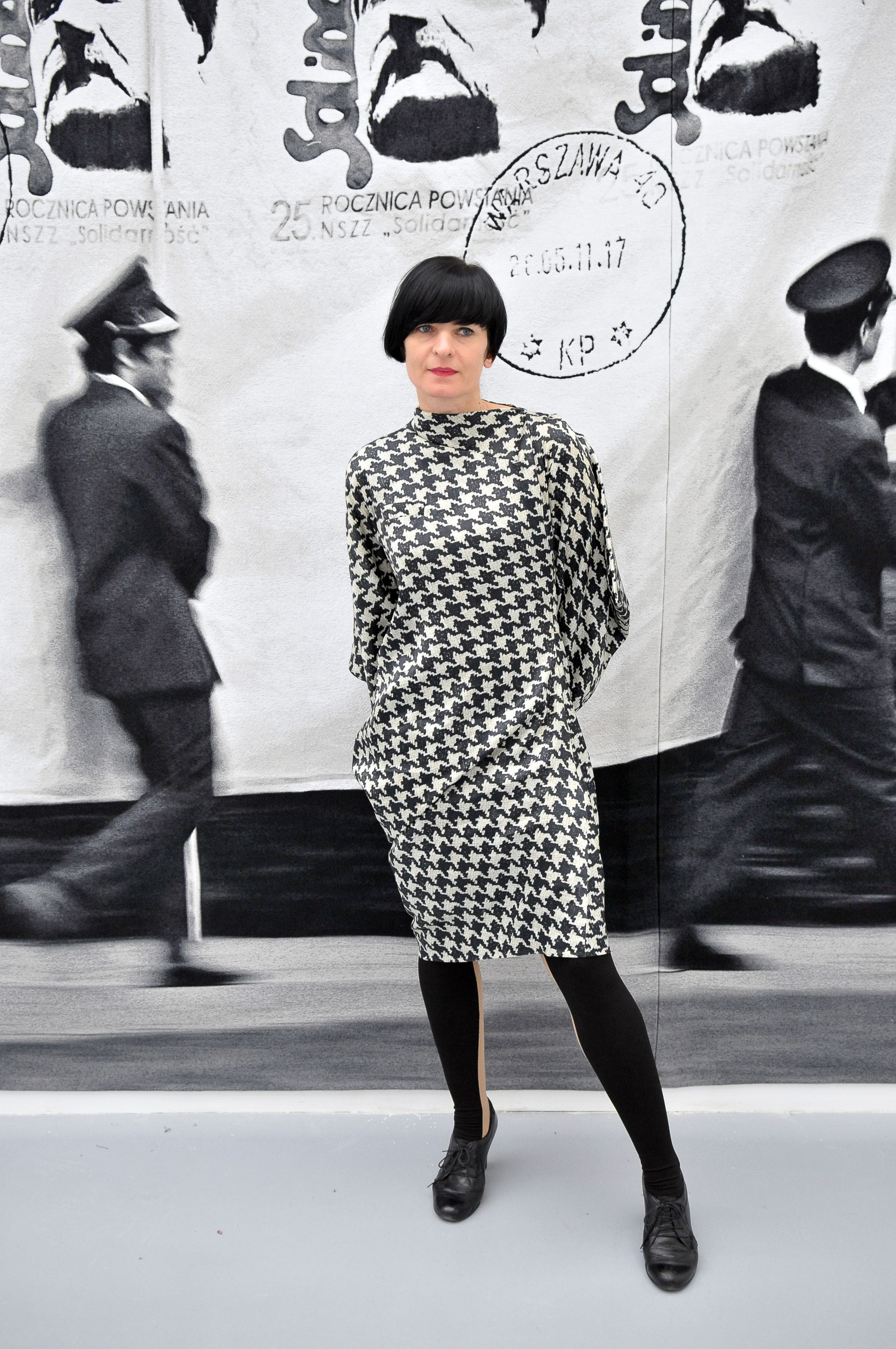
Goshka Macuga (2011)

Goshka Macuga (* 1967 in Warschau) ist eine polnisch-britische Konzeptkünstlerin.

## Ausbildung
Goshka Macuga studierte an dem Central Saint Martins College of Art and Design und der Goldsmiths, University of London. Sie war eine von vier Künstlern, die 2008 für den Turner Prize nominiert wurden. 2011 wurde sie mit dem Arnold-Bode-Preis ausgezeichnet. Macuga lebt und arbeitet in London.

## Einführung
Macuga arbeitet mit einer Vielzahl von Medien, zum Beispiel Skulptur, Installation, Jacquard-Webteppiche, Spiegelarbeiten, Robotik, Fotografie, Architektur und Design.
Macuga ist für ihre vielseitige Arbeitsweise bekannt, aufgrund derer sie die Rollen von Sammlern, Kuratoren und Künstlern mischt. Macuga bemüht sich, die Ideen hinter den Werken wieder aufleben zu lassen, indem sie eigene Originalwerke mit Elementen kombiniert, die andere Künstler zitieren. Zudem bindet sie historische Artefakte in ihre Installationen ein. Indem sie geschichtliche Ereignisse in neue subjektive Kontexte einbettet, legt Macuga nahe, dass Geschichte niemals objektiv geschrieben und alle Wahrheit durch den Zusammenhang bestimmt wird.
Sie kreiert fiktive museale Ausstellungen und imitiert dabei die Arbeit der künstlerisch Leitenden Kuratoren sowie von Archivaren. Macuga präsentiert dem Publikum eigene Geschichten, die auf von ihr gefundenen Dokumenten und Gegenständen, Filmen und Fotografien sowie fremden Kunstwerken beruhen. Indem sie deren künstlerischen Kontext ändert, verweist sie auf neue Assoziationen, Verbindungen und Abhängigkeiten und bietet hierdurch eine neue Interpretationen an.

## Installationen

### Cave
Die ersten Installationen sind arrangierte Ausstellungen von Arbeiten anderer Künstler, die auf zerknittertem grauen Papier (Cave, 1999) oder einer Fototapete mit einer Alpenansicht, in einem Haus in traditioneller volkstümlicher Bauweise aufgehängt sind.
Bei anderen Werken stellt Macugu die zu präsentierenden Objekte in Schränke verschiedenster Art oder bindet monographisch berühmte Künstler wie Frances Picabia, Marcel Duchamp und Andy Warhol in den von ihr entworfene Rahmen ein.

### São Paulo Biennale
In späteren Arbeiten bedient sie sich der Architektur für komplexere Narrationen. So gestaltete sie in São Paulo 2006 einen Bau, der von Projekten Oscar Niemeyers inspiriert war. Im Inneren befanden sich sowohl Arbeiten von an der Biennale teilnehmenden Künstlern wie auch durch Macuga gekaufte Bücher oder Drucke aus Brasilien, die sich auf die Vergangenheit dieses Landes, seine Religion, Ökologie und Kunstgeschichte beziehen. Dieses Werk konfrontiert die brasilianische Moderne Kunst mit der Vergangenheit und verleiht ihr ein metaphysisches Element.

### What’s in a Name
In der Installation What’s in a Name von 2007 greift Macuga esoterisches Gedankengut auf und verbindet die Lebensgeschichte der Begründerin der Theosophischen Gesellschaft Helena Blavatskys mit einer Erzählung über den Komponisten Giuseppe Tartini, der im Traum vom Satan heimgesucht wird. Maguca sammelt Fotografien und Dokumente zu beiden Personen und erschafft daraus eine völlig neu zu interpretierende Geschichte. Unablässig konfrontiert sie in diesem Werk die Kunst mit der Realität.

### Nature of the Beast
In der Ausstellung Nature of the Beast von 2009 in der Londoner Whitechapel Gallery zeigt sie als Textilarbeit ausgeführt eine Kopie von Picassos Gemälde Guernica, welches 1939 schon einmal in der gleichen Galerie ausgestellt wurde und die Unterstützer des Bürgerkriegs in Spanien zur Organisation einer kommunistischen Kundgebung inspirierte.

### Tapisserie im Sitz der UNO
2003 wird eine Tapisserie im Sitz der UNO in New York während der Rede von Colin Powell verhüllt, als er die bewaffnete Intervention im Irak rechtfertigte. Die Büste von Powell wird daher Teil ihrer Installation neben einem islamischen Gebetsteppich, archivalischer Filmchroniken aus dem Spanischen Bürgerkrieg, sowie Vitrinen in Form eines runden Tisches mit Dokumenten aus dem Archiev der Galerie, die sich auf die Ausstellung des Bildes von Picasso in London beziehen.

### Ohne Titel
Mehrere Bedeutungsebenen hat die Arbeit Ohne Titel von 2011. Es zeigt eine gewaltige Tapisserie, die ein Kuvert mit Briefmarken mit dem Porträt von Lech Wałęsa, dem Führer der Gewerkschaft Solidarność, imitiert. Die Arbeit knüpft an das berühmte Happening von Tadeusz Kantor von 1967 an und hinterfragt die aktuelle Bewertung der jüngeren Geschichte Polens.
Macugus Bestreben ist als eine kontinuierliche Vivisektion der neuesten Geschichte zu verstehen und verkörpert gleichzeitig das Bestreben, die interessantesten und bedeutendsten Phänomene in der zeitgenössischen Moderne zu summieren.

### dOCUMENTA (13) BeitragDigitate Collage fürin Kassel
Während der dOCUMENTA (13) stellte die Künstlerin in der Rotunde im Fridericianum aus. Das Werk Digitate Collage für bestand aus zwei Wandteppichen. Sie schuf eine geisterhafte Zone der Halbwahrheit, ein Gefüge aufeinander bezogener zeitlicher Ebenen, ein potenzielles Sicheinlassen auf eine Illusion, die sich mit der Rolle der Kunst und mit der Welt im Ganzen auseinandersetzt. Die Arbeit besteht aus zwei Wandteppichen vor deren einander entgegengesetzte panoramaartigen Hintergründe eine Vielzahl historischer Verweise als gleichzeitig bestehende Wirklichkeit gestellt sind. In der Rolle des Embedded Journalist fotografierte Macuga bei zwei Kulturereignissen, die in Kassel und Kabul stattfanden. Das Bildmaterial für den ersten Wandteppich wurde in Kassel während der Verleihung des Arnold-Bode-Preises im Oktober 2011 aufgenommen. Es zeigt die Preisträgerin mit dem Kuratoren- und Geschäftsleitungsteam des Preiskomitees wie auch der dOCUMENTA (13). Macuga montierte dieses Gruppenbild auf den Rasen der Karlsaue zu einem halbfiktiven Ereignis, das auf einer gerundeten Wand in einem Pavillon im Bagh-e-Babur in der Nähe des Kabuler Königinnenpalasts angebracht wurde.
Der zweite Teppich ist ein paralleles Bildnis der Gäste bei einem Festessen, das die Künstlerin im Februar 2012 in Kabul abhielt. Es zeigt Mitarbeiter und Vertreter von Institutionen, wie dem Afghanischen Ministerium für Information und Kultur und dem Afghanischen Nationalmuseum, aber auch Archäologen der UNESCO. Dieser friedliche Empfang im Garten bildet einen doppelsinnigen Hintergrund für die Auseinandersetzung mit den politischen und wirtschaftlichen Problemen, die sich aus dem Zusammenbruch und Wiederaufbau ergeben.

## Ausstellungen
Goshka Macuga stellt in international renommierten Ausstellungshäusern aus. 2012 war sie auf der dOCUMENTA (13) in Kassel und 2014 auf der 8. Berlin Biennale vertreten.

### Einzelausstellungen
- 1999: Sali Gia, London
- 2000: Kunstakuten, Stockholm
- 2002:  Transmission Gallery, Glasgow
- 2003: Gasworks Gallery, London
- 2002: Galerie Foksal, Warschau
- 2005: 12 Kate MacGarry, London
- 2006: A Found, Liverpool
- 2006: São Paulo: Biennale
- 2007: Tate Britain, London
- 2007: Andrew Kreps Gallery,'13 New York
- 2008: Galerie Rüdiger Schöttle, München
- 2008: Kunsthaus Basel, Basel
- 2011: Walker AC, Minneapolis
- 2019: Kestnergesellschaft, Hannover
- 2020–21: Natural Transformation, Galerie Rüdiger Schöttle, München

### Gruppenausstellung
- 1999: The Mountain and the Valley. Cubitt Gallery, London
- 2002:  T.O.F.U. Barts Wells Institute, London
- 2001: Galerie Bielsko-Biała
- 2004: Perfectly Placed. South London Gallery
- 2005: Moving in Architectur. Camden AC
- 2005: Uptight Out of Contro. Staatliche Kunsthochschule, Baden-Baden
- 2005: Project AC: Communism. Dublin,
- 2006: Mathilda is Calling. Institut Mathildenhöhe Frankfurt am Main, KV: The Great Transformation / 2009 Venedig: Bienn. / 2012 Kassel: documenta,
- 2008: Kunstverein Frankfurt, Frankfurt,
- 2013: dOCUMENTA (13), Kassel
- 2018–19: Stilleben, Galerie Rüdiger Schöttle, München
- 2021: Diversity United. Berlin
- 2021: Beaufort 21, Belgien[9]

## Museale Rezension
- Museum of Contemporary Art (Chicago), Chicago
- Thyssen-Bornemisza Art Contemporary, Wien